# 金牛座115
金牛座115，又名BD+17 928，HD 35671、SAO 94554、HR 1808，是金牛座的一颗恒星，视星等为5.42，位于銀經187.07，銀緯-9.42，其B1900.0坐标为赤經5h 21m 20s，赤緯+17° -9.42′ 35″。